# Hell Breaks Loose
«Hell Breaks Loose» — сингл американского рэпера Эминема, из его альбома Relapse: Refill 2009 года. «Hell Breaks Loose» был выпущен как второй сингл 15 декабря, в тот же день, как и «Elevator». Композиция исполнена совместно с Dr. Dre, который также спродюсировал трек (в соучастии с Марком Бетсоном). К концу недели, 2 января 2010 года, «Hell Breaks Loose» дебютировал на 29 месте в Billboard Hot 100.

## Список композиций
iTunes digital single
| №  | Название                                                     | Автор(ы)                                                | Producer(s)          | Длительность |
| -- | ------------------------------------------------------------ | ------------------------------------------------------- | -------------------- | ------------ |
| 1. | «Hell Breaks Loose» (feat. Dr. Dre) (explicit album version) | M. Mathers, A. Young, M. Batson, D. Parker, T. Lawrence | Dr. Dre, Mark Batson | 4:04         |

## Музыкальные персоналы
- Эрика «Иисус» Кумс — гитара, бас
- Марк Бэтсон — клавиатуры
- Dawaun Паркер — клавишные
- Тревор Лоуренс — клавишные

### Чарты
На неделе, закончившейся 2 января 2010 года, «Hell Breaks Loose» дебютировал на # 29 на Billboard Hot 100.
| Chart (2009)           | Peak position |
| ---------------------- | ------------- |
| Canadian Hot 100       | 21            |
| Irish Singles Chart    | 18            |
| U.S. Billboard Hot 100 | 29            |